# Romain Seigle
Romain Seigle, né le 11 octobre 1994 à Vienne, est un coureur cycliste français actif en cyclo-cross, VTT et sur route.

## Biographie
Il est suivi pour la saison 2017 par l'équipe WorldTour FDJ, avec qui il effectue un stage du 12 au 16 janvier. Durant cette année, il se classe deuxième de La SportBreizh, dont il gagne une étape, quatrième du Circuit des Ardennes et cinquième du championnat de France amateurs. En été, il intègre l'effectif de FDJ en tant que stagiaire. 

### Carrière professionnelle
Le 14 septembre, la formation FDJ annonce qu'il passe professionnel au sein de cette équipe à partir de la saison 2018. Il lance sa carrière au sein de la formation de Marc Madiot sur les routes du Tour La Provence duquel il s'adjuge la 15e place du classement général. Au mois d'avril, il enchaîne les compétitions de niveau World Tour, participant au Tour du Pays basque, à l'Amstel Gold Race, à la Flèche wallonne et à Liège-Bastogne-Liège. En juin, il se distingue sur les Boucles de la Mayenne, deuxième du général remporté par Mathieu van der Poel.
Fin août 2020, il se classe huitième de la Brussels Cycling Classic.

## Palmarès en cyclo-cross
- 2011-2012
  - 2e du championnat de France de cyclo-cross juniors
  - 3e de la Coupe du monde de cyclo-cross juniors
  -  Médaillé de bronze du championnat d'Europe de cyclo-cross juniors
- 2014-2015
  - Coupe de France de cyclo-cross espoirs #2, circuit du Mingant, Lanarvily
  - 2e de la Coupe de France de cyclo-cross espoirs
- 2022-2023
  -  Champion de France de cyclo-cross en relais mixte
  - Champion d'Auvergne de cyclo-cross

## Palmarès en VTT

### Coupe du monde
- Coupe du monde de cross-country juniors
  - 2012 : vainqueur d'une manche
- Coupe du monde de cross-country espoirs
  - 2015 : 9e du classement général
  - 2016 : 6e du classement général
- Coupe du monde de cross-country élites
  - 2022 : 87e du classement général

### Championnats d'Europe
- 2012
  -  Champion d'Europe de cross-country juniors

### Championnats de France
- 2015
  - 3e du championnat de France de cross-country espoirs

## Palmarès sur route

### Palmarès amateur
- 2016
  - Classement général du Tour de Moselle
- 2017
  - 4e étape de la SportBreizh
  - 3e du Grand Prix New Bike-Eurocapi

### Palmarès professionnel
- 2018
  - 2e des Boucles de la Mayenne

### Tour d'Italie
1 participation
- 2021 : 88e

#### Tour d'Espagne
2 participations
- 2019 : 80e
- 2020 : abandon (7e étape)

### Classements mondiaux
| Année                                 | 2017  | 2018 | 2019 | 2020 | 2021  |
| ------------------------------------- | ----- | ---- | ---- | ---- | ----- |
| UCI World Tour                        | nc    | 353e |      |      |       |
| Classement mondial                    | 1600e | 619e | 991e | 570e | 1026e |
| UCI Europe Tour                       | 1016e | 414e | 713e | 465e | 763e  |
|                                       |       |      |      |      |       |
| Légende : nc = non classéSource : UCI |       |      |      |      |       |